# Scala di Rosiwal
La scala di Rosiwal (sviluppata nel 1896 dall'austriaco August Rosiwal) è un'evoluzione della scala di Mohs che viene utilizzata per identificare la durezza di un minerale.
In questa scala viene attribuito il valore di 1000 alla durezza del corindone e la durezza degli altri minerali viene determinata con prove di laboratorio che misurano la loro resistenza all'abrasione.
La seguente tabella fornisce la durezza misurata nella scala di Rosiwal dei minerali di riferimento della scala di Mohs.
| Minerale   | Grado scala di Mohs | Durezza Rosiwal |
| ---------- | ------------------- | --------------- |
| Talco      | 1°                  | 0,03            |
| Gesso      | 2°                  | 1,25            |
| Calcite    | 3°                  | 4,5             |
| Fluorite   | 4°                  | 5               |
| Apatite    | 5°                  | 5,5             |
| Ortoclasio | 6°                  | 37              |
| Quarzo     | 7°                  | 120             |
| Topazio    | 8°                  | 175             |
| Corindone  | 9°                  | 1.000           |
| Diamante   | 10°                 | 140.000         |
N.B.: da questa tabella emerge chiaramente che i rapporti tra il grado precedente e quello successivo della scala di Mohs non sono costanti.